# وانلر (تنسی)
وانلر (به انگلیسی: Vanleer) شهری در ایالت کشور ایالات متحده آمریکا است که جمعیت آن در سرشماری سال ۲۰۱۰ میلادی، ۳۹۵ نفر بوده‌است.